# Phtalocyanine de lutécium
La phtalocyanine de lutécium, notée LuPc2, est un composé de coordination constitué d'un cation de lutécium Lu3+ formant un composé sandwich avec deux molécules de phtalocyanine. Elle est le premier exemple de composé moléculaire ayant des propriétés de semiconducteur intrinsèque,. Elle change de couleur en fonction de la charge électrique qui lui est appliquée (électrochromisme). 
Les cycles sont disposés en conformation décalée. Les extrémités des deux ligands sont légèrement déformées vers l'extérieur. Le complexe comporte un ligand non innocent dans la mesure où les macrocycles portent un électron supplémentaire. Il s'agit d'un radical libre dont l'électron célibataire se trouve dans une orbitale moléculaire à moitié remplie entre les orbitales frontières, ce qui permet d'ajuster finement ses propriétés électroniques. 
LuPc2 peut, comme de nombreux dérivés substitués tels que les dérivés méthyl-alcoxy Lu[(C8H17OCH2)8Pc]2, être déposé en couche mince avec des propriétés de semiconducteur intrinsèque. Ces propriétés proviennent de la nature radicalaire de ce composé et de son potentiel d'oxydoréduction faible comparé à celui d'autres phtalocyanines de métal. Ces couches minces, vertes au départ, deviennent rouges sous forme oxydée LuPc2+ tandis que la forme réduite LuPc2− est bleue, les deux formes réduites suivantes étant successivement bleu foncé et violettes. Le cycle d'oxydation vert/rouge peut être répété plus de 10 000 fois en solution aqueuse avec des halogénures de métaux alcalins avant de se dégrader sous l'effet des anions hydroxyde OH− ; le cycle vert/bleu se dégrade plus rapidement dans l'eau.
LuPc2 et les phtalocyanines d'autres lanthanides sont étudiées en vue de créer des couches minces pour transistors à effet de champ organiques (en),.
Des dérivés de LuPc2 peuvent être sélectionnés pour changer de couleur en présence de certaines molécules, ce qui permet des applications telles que celle de détecteur de gaz. Les dérivés thioéther Lu[(C6H13S)8Pc]2 passent ainsi du vert au brun violacé en présence de NADH.